# Langeoog
Langeoog (em frísio: Lange = comprida, oog = ilha) é uma das Ilhas Frísias Orientais no norte da Alemanha. Langeoog é um município da Alemanha localizado no distrito de Wittmund, estado da Baixa Saxônia.